# Delícia (álbum)
Delicia é um álbum de estúdio da boy band brasileira de música pop Ciclone. Lançado em 1985, pela gravadora Polydor, trata-se do primeiro e único álbum lançado pelo grupo, formado pelos integrantes: Eduardo, Coimbra, Sérgio, Marcelo, Ricardo.
Antes do lançamento do álbum, os cinco integrantes passaram por rigorosas aulas de dança, coreografia, expressão corporal, desenvolvimento no palco e postura que foram ministradas pelo ator Jorge Lafond. Além disso, adotaram um visual moderno que contribuiu para sua imagem única. As aulas de canto e dança foram ministradas por Olga Maria Schroeter, uma especialista no campo.
A produção do álbum contou com profissionais renomados, tais como Jaime Além, Ricardo Villas, Ricardo Cristaidi e Joe Euthanazia. De acordo com alguns veículos de imprensa, a gravadora tinha como objetivo superar o sucesso do grupo brasileiro Dominó, da gravadora Discos CBS, que naquela época estavam fazendo sucesso com seu primeiro compacto simples, "Companheiro" e seu álbum de estreia.
Como forma de divulgação, o grupo iniciou uma turnê por diversas cidades brasileiras, tais como Salvador, na Bahia, na qual cantavam as canções do disco.  A ascensão do Ciclone foi impulsionada pelo apadrinhamento do famoso apresentador Chacrinha, que lhes deu a oportunidade de estrear no seu programa de televisão. Ao mesmo tempo, o videoclipe de estreia marcou seu início no cenário musical brasileiro, sendo lançado no programa Fantástico, da TV Globo.
Dois singles foram extraídos do álbum: "Tipo One Way" e "Delícia". O primeiro foi o oitavo disco mais vendido no Brasil em 1985, de acordo com a Nopem, e integrou a trilha sonora, da telenovela A Gata Comeu, da TV Globo, como tema da personagem Babi, interpretada por Mayara Magri. O segundo single, "Delícia", foi incluído na lista de faixas do primeiro álbum de estúdio da cantora e apresentadora Xuxa, intitulado Xuxa e Seus Amigos.
Em relação as resenhas dos críticos especializados em música, Edgard Augusto, do Diário do Pará, afirmou que os arranjos do álbum foram muito bem feitos e que as letras falam de sexo com naturalidade, e exaltam a boa vida sem compromissos dos adolescentes. Quanto a sonoridade, pontuou que o grupo aposta no pop rock executado com uma linguagem bem adolescente e ousada. Afirmou que a produção conseguiu tornar o conjunto "muitíssimo menos chato" do que o Menudo e que os cantores não eram "gasguitas e cantam como brasileiros, sem afetações".

## Lista de faixas
- Créditos adaptados do encarte do LP Delícia, de 1985.[14]

### Lado A
| N.º | Título                  | Compositor(es)        | Duração |  |
| 1.  | "Vem Que A Hora É Boa"  | Ronaldo Barcellos, Pi | 3:56    |  |
| 2.  | "Delícia"               | Joe, Tavinho Paes     | 3:52    |  |
| 3.  | "Gatinha Carente"       | Paulinho de Tarso     | 3:17    |  |
| 4.  | "Pede Mais"             | Tavinho Paes, Michel  | 3:37    |  |
| 5.  | "Secretária Eletrônica" | Joe, Ronaldo Santos   | 3:28    |  |
| 6.  | "A Todo Vapor"          | Michel, J. Ribamar    | 3:19    |  |

### Lado B
| N.º | Título                    | Compositor(es)                                                         | Duração |  |
| 1.  | "Só O Amor Constroi"      | Michel, Ronaldo Malta                                                  | 3:52    |  |
| 2.  | "Honolulu"                | Ronaldo Barcellos                                                      | 4:31    |  |
| 3.  | "Dança Comigo"            | André Monteiro                                                         | 3:55    |  |
| 4.  | "Tipo One Way"            | Joe, Tavinho Paes                                                      | 3:48    |  |
| 5.  | "Inflamável (Easy Lover)" | Phil Collins, Philip Bailey, Nathan East / Vrs. Ribeiro José Francisco | 4:33    |  |